# Allianz (Island)
Die Allianz (isländisch Samfylkingin) ist eine sozialdemokratische Partei in Island. Die 2000 als Zusammenschluss mehrerer Parteien aus dem linken politischen Spektrum gegründete Partei war von 2007 bis 2009 an einer Koalitionsregierung mit der Unabhängigkeitspartei beteiligt und führte von 2009 bis 2013 eine Koalition mit der Links-Grünen Bewegung. Nachdem sie bis 2024 an keiner Regierung mehr beteiligt war, stellt sie nach dem Wahlsieg der Partei bei der Parlamentswahl 2024 seit dem 21. Dezember 2024 mit Kristrún Frostadóttir die Premierministerin (Kabinett Kristrún Frostadóttir).

## Geschichte
Die Partei entstand 1999 durch Zusammenschluss mehrerer linksorientierter Parteien, der Volksallianz (Alþýðubandalag), der Sozialdemokratischen Partei Islands (Alþýðuflokkurinn), der Frauenallianz (Samtök um kvennalista) und des Volkserwachens (Þjóðvaki). Die offizielle Parteigründung erfolgte im Jahr 2000.
Dabei wurde versucht, alle linken Parteien Islands zu vereinigen, um stärker gegen die liberalkonservative Unabhängigkeitspartei auftreten zu können. Dies scheiterte jedoch, als sich ein Teil der Abgeordneten wieder abspaltete und zusammen mit sozialistischen und ökologischen Gruppen die Links-Grüne Bewegung (Vinstrihreyfingin – grænt framboð) gründete.
Nachdem sie einige Jahre stimmenstärkste Oppositionspartei im isländischen Parlament Althing war, beteiligte sie sich nach der Parlamentswahl 2007 als Juniorpartner der Unabhängigkeitspartei an der Regierung. Nach Protesten aus der Bevölkerung scheiterte diese Koalition im Januar 2009. Insbesondere der Unabhängigkeitspartei wurde angesichts der internationalen Finanz- und Wirtschaftskrise die Schuld für den Beinah-Bankrott Islands und seiner drei größten Banken gegeben.
Seitdem führte die Allianz unter Jóhanna Sigurðardóttir eine linke Minderheitsregierung gemeinsam mit der Links-Grünen Bewegung unter Duldung der Fortschrittspartei. Bei der vorgezogenen Neuwahl im April 2009 errang die Koalition aus Allianz und Grünen die absolute Mehrheit. Die Allianz stellte von 2009 bis 2013 mit Ásta R. Jóhannesdóttir die Präsidentin des Althings.
Bei der Parlamentswahl in Island 2013 erlitten Allianz und Links-Grüne Bewegung schwere Verluste. Als stärkste Parteien konnten nun Unabhängigkeitspartei und Fortschrittspartei eine Regierungskoalition bilden.
Vom 17. Juni 2014 bis zum 16. Januar 2024 stellte die Partei den Bürgermeister Reykjavíks. Dagur B. Eggertsson folgte auf Jón Gnarr von der Besti flokkurinn.
Bei der vorgezogenen Parlamentswahl in Island 2016 setzte sich der Abwärtstrend für die Partei fort, indem sie mit 5,7 % der Stimmen nur noch drei Sitze im Althing erringen konnte. Zur ebenfalls vorgezogenen Wahl 2017 änderte sich der Trend; die Allianz erhielt nun 12,1 % der Stimmen und sieben Sitze im Althing. Einen achten Sitz erhielt die Partei, als Rósa Björk Brynjólfsdóttir (vormals Links-Grüne Bewegung) im Dezember 2020 zur Allianz wechselte. Bei der Parlamentswahl vom 25. September 2021 erhielt die Partei 9,9 % der Stimmen und damit sechs Sitze im Althing. Nachdem die Allianz bei der vorgezogenen Wahl vom 30. November 2024 mit 20,8 % der Stimmen und 15 Sitzen im Parlament stärkste Kraft wurde, beauftragte Staatspräsidentin Halla Tómasdóttir die Parteivorsitzende Kristrún Frostadóttir mit der Regierungsbildung. Seit dem 21. Dezember 2024 stellt die Partei mit Kristrún Frostadóttir die Premierministerin. Im Kabinett Kristrún Frostadóttir sind neben der Allianz auch die Parteien Viðreisn und Flokkur fólksins vertreten.

## Vorsitzende
- 2000–2005 Össur Skarphéðinsson
- 2005–2009 Ingibjörg Sólrún Gísladóttir
- 2009–2013 Jóhanna Sigurðardóttir[8]
- 2013–2016 Árni Páll Árnason
- Juni–Oktober 2016 Oddný G. Harðardóttir[9]
- 31. Oktober 2016-Oktober 2022 Logi Már Einarsson[10]
- Seit Oktober 2022: Kristrún Frostadóttir[11]

## Wahlergebnisse
Wahlen zum Althing
| Jahr | Stimmen | Prozent | +/-   | Sitze | +/- |
| ---- | ------- | ------- | ----- | ----- | --- |
| 1999 | 44.378  | 26,8    |       | 17    |     |
| 2003 | 56.700  | 31,0    | +4,2  | 20    | +3  |
| 2007 | 48.742  | 26,8    | −4,2  | 18    | −2  |
| 2009 | 55.758  | 29,8    | +3,0  | 20    | +2  |
| 2013 | 24.292  | 12,9    | −16,9 | 9     | −11 |
| 2016 | 10.893  | 5,7     | −7,2  | 3     | −6  |
| 2017 | 23.652  | 12,1    | +6,4  | 7     | +4  |
| 2021 | 19.825  | 9,9     | −2,2  | 6     | −1  |
| 2024 | 44.091  | 20,8    | +10,9 | 15    | +9  |